# La Leyla
Albums de Ramses
Eternity Rise
(1978)
La Leyla, sorti en disque vinyle en 1975, est le premier album du groupe de rock progressif allemand Ramses.

## Liste des morceaux

### Face 1
1. Devil Inside - 4:45
2. La Leyla - 7:25
3. Garden - 5:03

### Face 2
1. War - 6:25
2. Someone Like You - 8:13
3. American Dream - 5:00

## Musiciens
- Winfried Langhorst : claviers, chant
- Norbert Langhorst : guitare
- Reinhard Schröter : batterie, percussions
- Hans D. Klinhammer :  basse
- Herbert Natho : chant